# RDAHAYL
Revista de Arqueología Histórica Argentina y Latinoamericana es una revista académica publicada en Buenos Aires (Argentina) especializada, como lo dice su nombre, en publicación de artículos científicos sobre arqueología histórica.

## Objetivos e historia
La revista fue fundada en el año 2007 con el objetivo de que exista una publicación periódica que pudiera cubrir una vacancia de revistas científicas especializadas en la arqueología histórica, un campo disciplinar que en dicho momento estaba experimentando un fuerte crecimiento y abarcando una mayor diversidad temática. Es por ello que comienza a editarse la revista en dicho año, inicialmente bajo el auspicio de la Sociedad Argentina de Antropología, y posteriormente por la Asociación de Arqueólogos Profesionales de la República Argentina. El crecimiento de la revista ha acompañado al de los estudios de arqueología histórica ocurridos desde comienzos del siglo XXI en Argentina y el resto de América Latina.
De esta forma, la revista acepta contribuciones en español y portugués que estén relacionados con la arqueología histórica o disciplinas afines, entre ellas la historia, la arqueología, la etnohistoria, la antropología histórica, tanto de la Argentina como de Latinoamérica. La revista entre los años 2007 y 2013 tuvo una periodicidad anual, comenzando a ser editada de forma semestral desde el 2014. Se trata de una revista científica de de acceso abierto, gratuita, cuyos artículos publicados son revisados por pares, y publicada bajo una licencia Creative Commons (CC BY-NC-SA 4.0). También sigue los lineamientos del COPE (Committee on Publications Ethics).

## Indexación
La Revista de Arqueología Histórica Argentina y Latinoamericana se encuentra indizada en las siguientes plataformas de evaluación de revistas: LATINDEX Catálogo v2.0, DOAJ (Directory of Open Access Journals), MIAR (Matriz de información para el Análisis de Revistas) También se encuentra en el índice y base de datos del: Emerging Sources Citation Index (WoS /Clarivate Analytics). Al mismo tiempo, está presente en los siguientes catálogos, directorios y bases de datos: RedIB (Red Iberoamericana de Innovación y Conocimiento Científico), Mir@bel, Malena (CAICyT, CONICET), ROAD (Directory of Open Journal Scholarly Resources), HARVARD LIBRARY, así como en el repositorio de JSTOR.
En mayo de 2023 la revista logró ser integrada en el Núcleo Básico de Revistas Científicas de la Argentinas (dependiente del CAICyT, CONICET), luego de pasar una evaluación en la que se destacó el carácter internacional de la revista, los altos estándares en la calidad y la pertinencia académica de los artículos publicados.